# Aplysina capensis
Aplysina capensis är en svampdjursart som beskrevs av Carter 1875. Aplysina capensis ingår i släktet Aplysina och familjen Aplysinidae.
Artens utbredningsområde är havet utanför Sydafrika. Inga underarter finns listade i Catalogue of Life.